# Stadtplatz 5 (Geisenfeld)

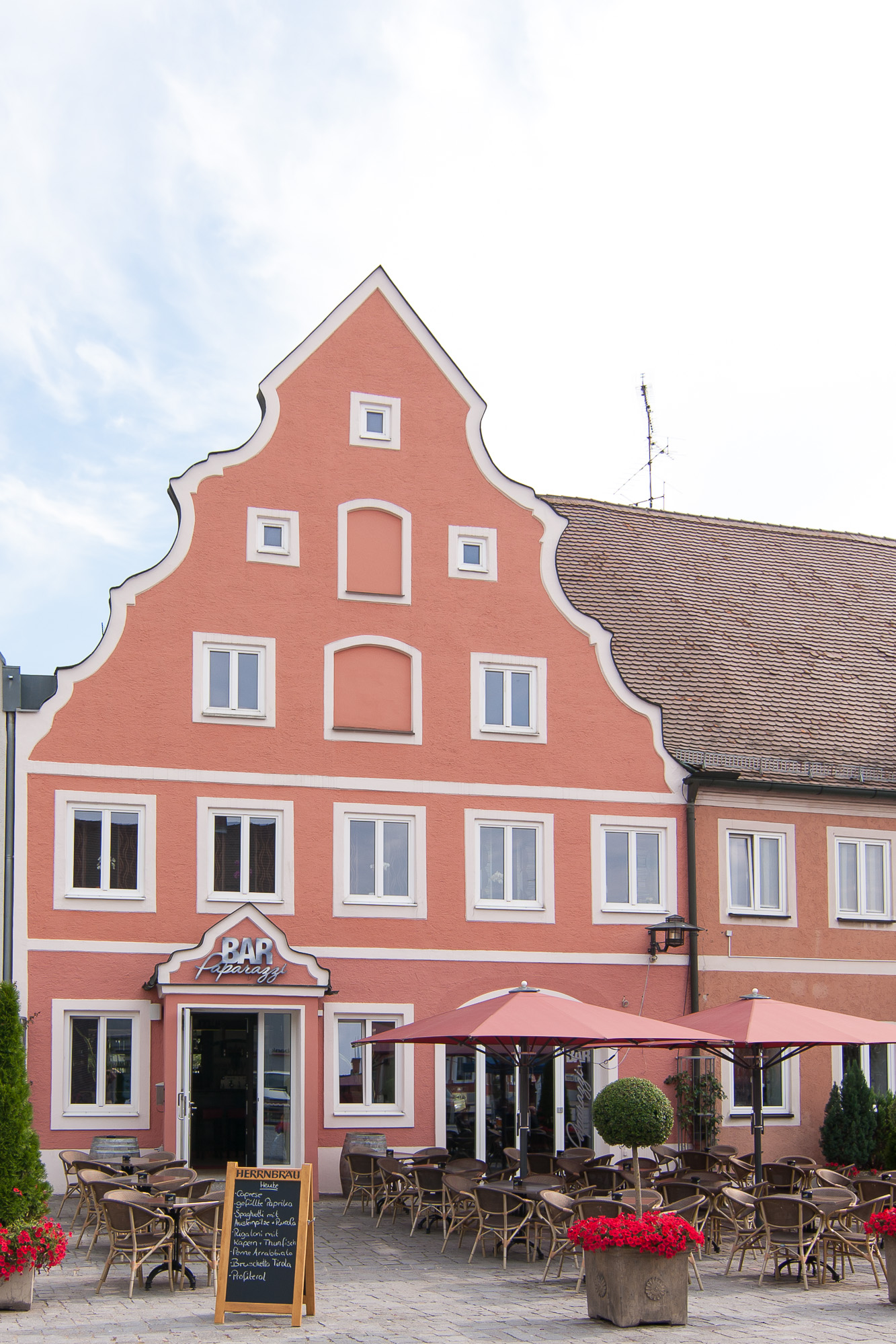
Wohnhaus Stadtplatz 5 in Geisenfeld

Das Gebäude Stadtplatz 5 in Geisenfeld, einer Stadt im oberbayerischen Landkreis Pfaffenhofen an der Ilm, wurde wohl Anfang des 18. Jahrhunderts errichtet und später erneuert. Das Wohn- und Geschäftshaus ist ein geschütztes Baudenkmal.
Der zweigeschossige, giebelständige Satteldachbau mit barockem Schweifgiebel bildet mit dem westlich angrenzenden Geisenfelder Hof eine Baugruppe.